# Ján Zvara
Ján Zvara, född den 12 februari 1963 i Banská Bystrica, är en slovakisk före detta friidrottare som tävlade för Tjeckoslovakien i höjdhopp under 1980-talet.
Zvara deltog vid VM inomhus 1985 där han slutade på en sjätte plats med ett hopp på 2,21. Vid inomhus-VM 1987 blev han bronsmedaljör efter att ha klarat 2,34. Samma år var han även i final vid VM i Rom där han slutade på en sjunde plats efter att ha klarat 2,32.

## Personliga rekord
- Höjdhopp - 2,36